# Khéphren Thuram
Khéphren Thuram-Ulien (n. 26 martie 2001, Reggio Emilia, Italia) este un fotbalist francez, care joacă pe post de mijlocaș la Juventus în Serie A. Pe plan internațional, are prezențe la națională pentru Franța U16⁠(d), Franța U17⁠(d), Franța U18⁠(d), Franța U19⁠(d), Franța U21⁠(d) și Franța.

## Cariera pe echipe

### Monaco
Thuram și-a făcut debutul profesionist⁠(d) cu Monaco într-o înfrângere cu 2-0 din Liga Campionilor în deplasare cu Atlético Madrid pe 28 noiembrie 2018, la vârsta de 17 ani; a intrat în minutul 63 înlocuindu-l pe Aleksandr Golovin.

### Nice
Pe 26 iunie 2019, Thuram s-a alăturat rivalilor de la Nice din derby-ul Coastei de Azur. A debutat pe 17 august într-o victorie cu 2-1 la Nîmes, înlocuindu-l pe Ignatius Ganago în ultimele șapte minute. Pe 3 octombrie 2020, a marcat primul său gol profesionist pentru a câștiga un meci acasă cu același scor împotriva lui Nantes.

### Juventus
Pe 10 iulie 2024, Thuram a semnat cu Juventus Torino din Serie A pe un contract de cinci ani și o sumă în valoare de 20 de milioane de euro.

## Cariera la națională
Thuram a reprezentat Franța la diferite categorii internaționale de tineret.
În martie 2023, a primit prima convocare la echipa națională de seniori a Franței pentru meciurile de calificare la Euro 2024 împotriva Țărilor de Jos și Irlandei. Și-a făcut debutul internațional, intrând de pe bancă în minutul 89 pentru a-l înlocui pe Adrien Rabiot, într-o victorie cu 4-0 în fața Țărilor de Jos. Mai târziu în acel an, în noiembrie, a fost rechemat la echipa națională, în urma unei accidentări a lui Eduardo Camavinga în timpul aceleiași calificări la Euro 2024.

## Viața personală
Thuram este fiul fostului fotbalist internațional francez Lilian Thuram și fratele mai mic al atacantului lui Inter Milano și naționala Franței, Marcus Thuram. A fost numit după faraonul egiptean Khephren.

## Statistici privind cariera

### Club
| Club          | Sezon         | Ligă                   | Ligă    | Ligă   | Cupa Nationala | Cupa Nationala | Europa  | Europa | Alte competiții | Alte competiții | Total   | Total  |
| Club          | Sezon         | Divizia                | Meciuri | Goluri | Meciuri        | Goluri         | Meciuri | Goluri | Meciuri         | Goluri          | Meciuri | Goluri |
| ------------- | ------------- | ---------------------- | ------- | ------ | -------------- | -------------- | ------- | ------ | --------------- | --------------- | ------- | ------ |
| Monaco B      | 2018–19       | Championnat National 2 | 14      | 1      | —              | —              | —       | —      | —               | —               | 14      | 1      |
| Monaco        | 2018–19       | Ligue 1                | 0       | 0      | 0              | 0              | 2       | 0      | 1               | 0               | 3       | 0      |
| Nice B        | 2019–20       | Championnat National 3 | 4       | 0      | —              | —              | —       | —      | —               | —               | 4       | 0      |
| Nice          | 2019–20       | Ligue 1                | 14      | 0      | 2              | 0              | —       | —      | —               | —               | 16      | 0      |
| Nice          | 2020–21       | Ligue 1                | 29      | 2      | 1              | 0              | 3       | 0      | —               | —               | 33      | 2      |
| Nice          | 2021–22       | Ligue 1                | 36      | 4      | 5              | 0              | —       | —      | —               | —               | 41      | 4      |
| Nice          | 2022–23       | Ligue 1                | 35      | 2      | 1              | 0              | 12      | 0      | —               | —               | 48      | 2      |
| Nice          | 2023–24       | Ligue 1                | 13      | 0      | 1              | 0              | —       | —      | —               | —               | 14      | 0      |
| Nice          | Total         | Total                  | 127     | 8      | 10             | 0              | 15      | 0      | —               | —               | 150     | 8      |
| Total cariera | Total cariera | Total cariera          | 143     | 9      | 10             | 0              | 17      | 0      | 1               | 0               | 173     | 9      |

1. ↑  Apariții în UEFA Champions League
2. ↑  Apariție în Coupe de la Ligue
3. ↑  Apariții în UEFA Europa League
4. ↑  Apariții în UEFA Europa Conference League

### Internațional
| Echipa națională | An    | Selecții | Goluri |
| ---------------- | ----- | -------- | ------ |
| Franța           | 2023  | 1        | 0      |
| Total            | Total | 1        | 0      |

## Titluri
Nice
- Vicecampion al Cupei Franței: 2021–22[14]

Individual
- Echipa anului UNFP din Ligue 1: 2022–23[15]